# 妙西鎮
妙西鎮是浙江省湖州市吳興區轄鎮，位於湖州市西南約12公里處，地處，南太湖之濱，吳興區西部山區，屬西部半山區鄉鎮。

## 歷史沿革
妙西本名「妙喜」，以寺觀得名。粱武帝大同7年(公元541年)建妙喜寺於湖州西南部的金鬥山，「帝以東方有妙喜佛國因而名之」。唐貞觀六年(公元632年)移妙喜寺於杼山，即今妙西的寶積寺。而妙喜之名來易；因“喜”與“西”吳語音相似，故有妙西之名。

### 行政沿革
- 秦時，妙西集鎮乃山貨集市，後湖州地區改菰城縣為烏程縣，妙西隸屬烏程管轄；
- 西漢初年湖州地區屬於吳王劉濞的封地；東漢時設立吳興郡，始有“吳興”之名；
- 隋開皇九年（589年）滅陳，廢吳興郡，將烏程、武康、長城合置湖州，始有“湖州”之稱；隋大業四年（608年），複為吳興郡、烏程為郡治，管轄烏程、歸安、長興、德清、武康、安吉 6 縣，妙西隸屬不變。
- 唐高祖武德四年（621年）改吳興郡為湖州，治烏程等縣。妙西時稱妙西市，隸屬烏程縣。
- 宋、元時屬烏程縣澄靜鄉。
- 明成化八年（1472年）行區都里制，烏程縣劃為23區8界53都283里。妙西鎮域隸屬烏程縣三區十二都。
- 清雍正七年（1729年）實行順莊法後，妙西隸屬依舊。
- 民國元年（1912年）1月22日 ，並程、安兩縣為吳興縣，妙西為西南鄉，區域不變。
- 民國十八年（1929年）撤鄉設區，實行區制及街村制，妙西隸吳興縣第九區。
- 民國二十四年（1935年）吳興裁撤區公所，翌年擴並鄉鎮，編組保甲。全縣劃為五個督導區，妙西隸吳興縣第五督導區妙善鄉，現南埠片為羅和鄉。
- 民國二十八年（1939年）十一月，國民吳興縣政府依照省頒設署法，劃分全縣為六區，各設區署。妙西初稱第一區，今妙西鎮域隸屬妙西區。妙西區時轄埭溪鎮、景秀鄉、南路鄉及梅峰鄉。
- 民國三十五年（1946年），抗戰勝利後，國民吳興縣政府奉令二次擴並鄉鎮。今鎮域並為妙和、康靜兩鄉。
- 1949年5月，妙西解放。妙西區人民政府成立，下轄妙和、菁山、雲巢、下昂、康靜、弁南六鄉鎮。今妙西、南埠兩地建立妙和鎮、隸屬吳興縣管轄。
- 1950年3月，妙和鎮劃出部分村，建立南埠鄉；同年5月，妙和鎮改建為妙和鄉。
- 1956年4月，妙和、南埠兩鄉（包括菁山一部分）合並為妙西鄉，轄22個行政村。
- 1958年10月，妙西、雲巢兩鄉合並成立“雲巢人民公社”。妙西、南埠均屬雲巢人民公社所轄的兩個管理區。
- 1961年5月，雲巢人民公社規模調整，改轄區從雲巢人民公社分出，建立妙西人民公社和南埠人民公社。屬吳興區管轄。
- 1968年8月（文化大革命期間），妙西、南埠改建為妙西公社革命委員會和南埠公社革命委員會。農村大隊和部分自然村同時更名。
- 1983年7月，撤嘉興地區鄉鎮公署，分建湖州、嘉興兩省轄市。湖州市建城郊兩區，下轄兩區及長興、安吉、德清三縣，妙西、南埠兩鄉隸屬郊區人民政府管轄。
- 1993年10月，湖州事撤銷了城區（下轄環城分區）、郊區（下轄南潯分區、菱湖分區、練市分區、織裡分區、雙林分區、埭溪分區），建立城區、南潯、菱湖三個大區，妙西鎮（包括妙西、南埠兩鄉）屬城區管理委員會管轄。
- 2001年6月，據市府（2001）101號通知轉發省改委浙政函（2001）104號文件精神，妙西、南埠兩鄉合並為妙西鎮。
- 2002年春，據市、區擴並行政村文件精神，原22個行政村並未18個。
- 2003年1月10日，根據國務院和省政府文件精神，撤市郊城區、菱湖區、南潯區三區、設立吳興、南潯兩市轄區。妙西鎮隸屬吳興區。
- 2005年5月，妙西鎮所轄的東山村、沙家浜村、基山村劃歸湖州楊家埠鎮代為管理。

## 行政區劃
2001年7月，妙西鎮經行政區劃調整後，由原來的妙西鄉與原來的南埠鄉合並而成。現轄15個行政村（2009年），政府駐地位於妙西鎮上街：
- 行政村：關山村、石山村、稍康村、妙山村、龍山村、妙西村、渡善村、東邊村、後沈埠村、楊灣村、王村、楂樹坞村、肇村、潘村、五星村。

## 交通區位
妙西鎮東距上海150公裏，南距杭州90公，杭寧高速公路、104國道擦鎮而過，境內宣杭鐵路縱貫全鎮，11省道橫穿妙西而入安吉天荒坪，500吨的內陸航線通住各地。

## 文化旅遊
- 楂树坞村（陸羽茶文化景區）
- 肇村（白鷺谷）